# Ноноава
Ноноава (исп. Nonoava) — посёлок в Мексике, штат Чиуауа, входит в состав одноимённого муниципалитета и является его административным центром. Численность населения, по данным переписи 2010 года, составила 1272 человека.

## Общие сведения
Поселение было основано на правом береги реки Ноноава в 1676 году миссионером-иезуитом Франсиском Артуагой, и названо Нуэстра-Сеньора-де-Монсеррат-де-Ноноава.